# Chrysler New Yorker Fifth Avenue
Chrysler New Yorker Fifth Avenue – samochód osobowy klasy luksusowej produkowany pod amerykańską marką Chrysler w latach 1983 – 1993. 

## Pierwsza generacja

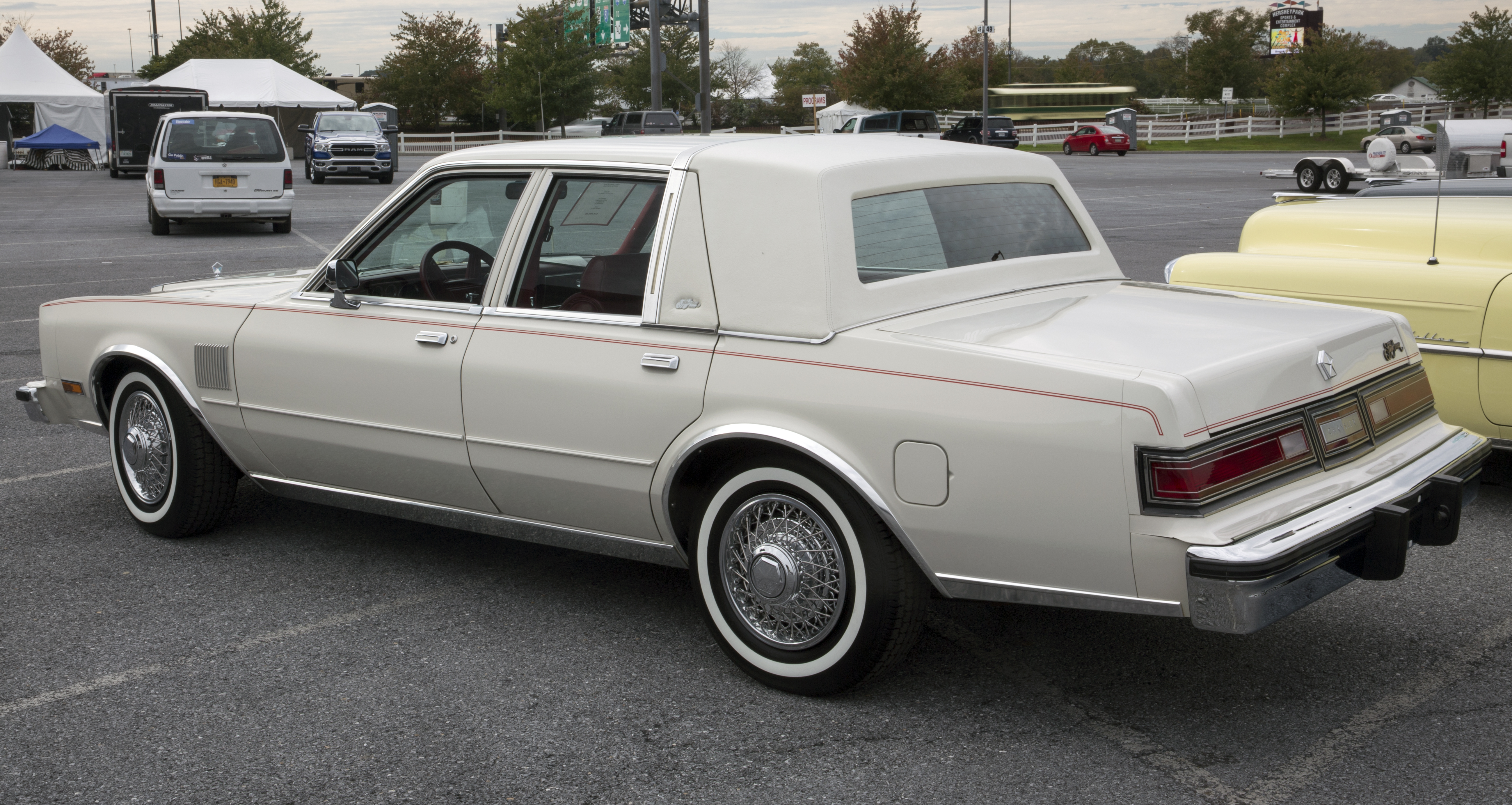
Chrysler Fifth Avenue I - tył

Chrysler New Yorker Fifth Avenue I został zaprezentowany po raz pierwszy w 1983 roku.
Po tym, jak w 1982 roku Chrysler zaprezentował jedenastą generację modelu New Yorker, de facto była to zmodernizowana, bardziej luksusowa odmiana produkowanego od 1977 roku modelu LeBaron. Samochód został oparty na platformie M-body, na której zbudowano także bliźniacze konstrukcje Dodge'a i Plymoutha. Charakterystycznym elementem wyglądu pojazdu była kanciasta sylwetka i duża, chromowana atrapa chłodnicy wraz z chromowaną zabudową reflektorów.

### Zmiana nazwy
Rok po debiucie New Yorkera XI, w 1983 roku zadebiutowała zupełnie nowa, tym razem zbudowana od podstaw dwunasta generacja New Yorkera, przez co Chrysler podjął decyzję o wydzieleniu przedstawionego rok wcześniej modelu do nowej linii modelowej. Pod nazwą New Yorker Fifth Avenue samochód oferowany był przez kolejny rok, kiedy to w 1984 roku nazwa została ponownie zmieniona do po prostu Chrysler Fifth Avenue.

### Silniki
- L6 3.7l Slant-Six
- V8 5.2l LA

Ciekawostki:
W serialu Breaking Bad i Zadzwoń do Saula tego modelu samochodu używa jeden z bohaterów - Mike Ehrmantraut.

## Druga generacja

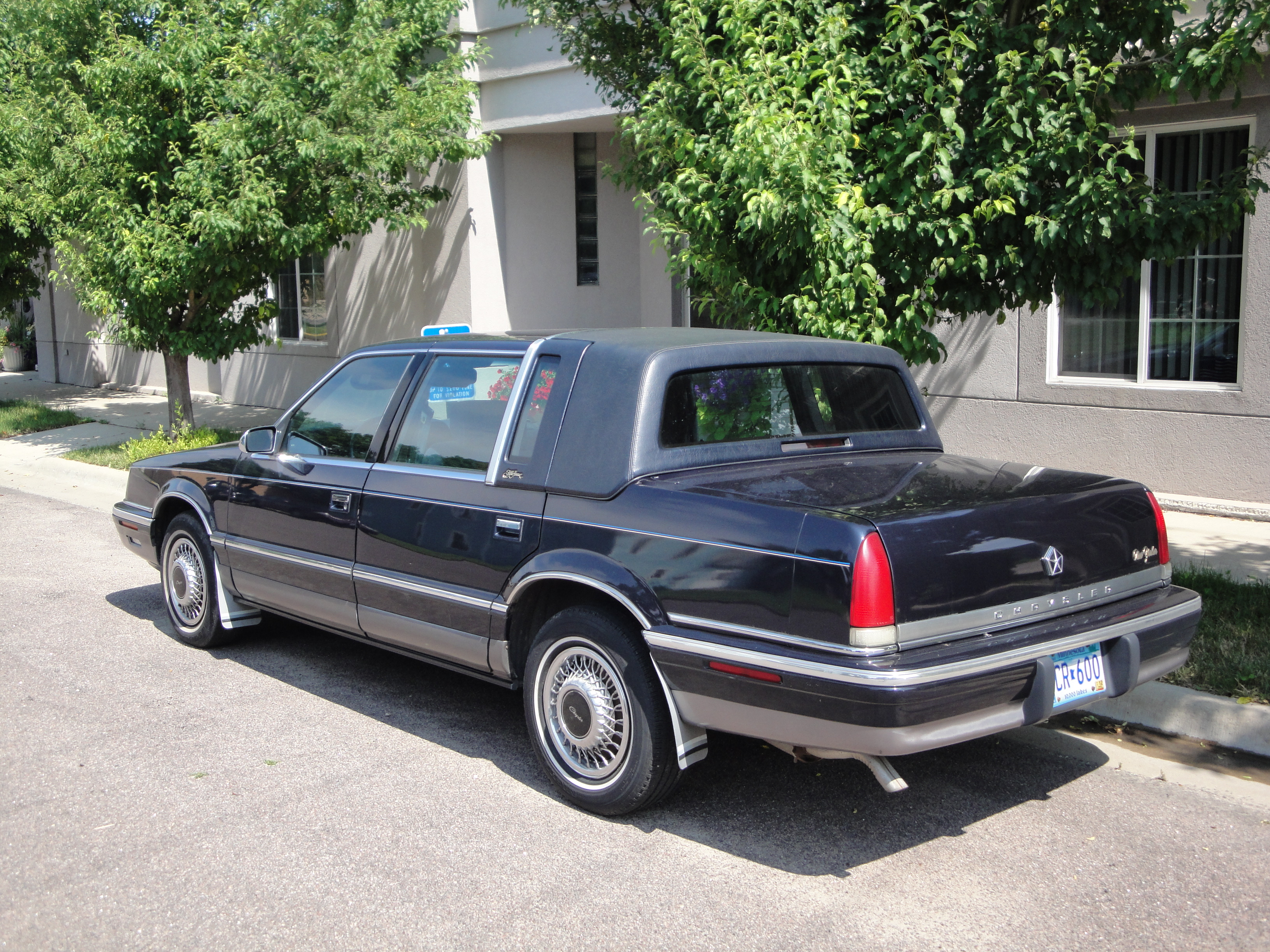
Chrysler New Yorker Fifth Avenue II - tył

Chrysler New Yorker Fifth Avenue II został zaprezentowany po raz pierwszy w 1989 roku.
W 1989 roku Chrysler zaprezentował zupełnie nową, drugą generację swojej luksusowej limuzyny, w przypadku której producent zdecydował się ponownie przywrócić człon New Yorker do nazwy. Tym razem samochód powstał na platformie Chrysler Y platform, powstając jako bliźniacza konstrukcja względem modelu Dodge Dynasty. Co więcej, w ofercie Chryslera tak samo wyglądały modele  New Yorker oraz Imperial, plasując się pomiędzy nimi jako pośredni, luksusowy wariant. Produkcja modelu trwała do 1993 roku, kiedy to New Yorkera Fifth Avenue II zastąpiła czternasta generacja modelu New Yorker, którego luksusowa odmiana stała się integralną częścią oferty.

### Silniki
- V6 3.3l EGA
- V6 3.8l EGH